# Pitar tahitensis
Pitar tahitensis is een tweekleppigensoort uit de familie van de Veneridae. De wetenschappelijke naam van de soort is voor het eerst geldig gepubliceerd in 1851 door Philippi.